# Ondervoeding

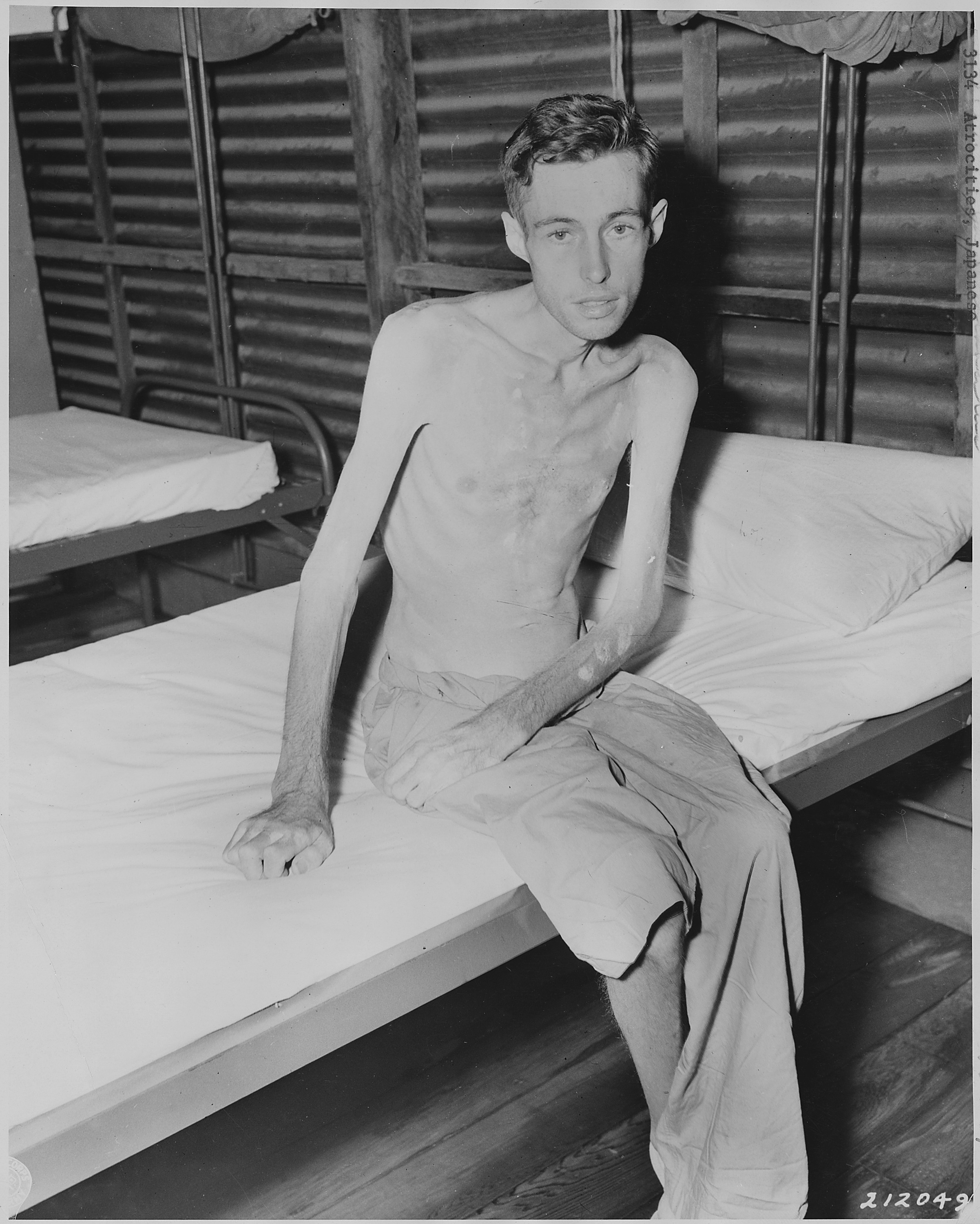
Ondervoede Amerikaan uit een Japans krijgsgevangenkamp (1945).

Ondervoeding treedt op bij personen of dieren met een tekort aan essentiële voedingsstoffen of/en een tekort aan joules en voedingsstoffen. Voedsel is noodzakelijk voor de instandhouding van het lichaam en levert energie voor het verrichten van arbeid. Ondervoeding kan ook optreden bij een tekort aan essentiële proteïnes, vitamines en mineralen, dit kan tot ernstige gezondheidsproblemen leiden. 
Bij patiënten kan ondervoeding leiden tot extreme vermagering. Volwassenen kunnen 50 % van hun lichaamsgewicht verliezen zonder in direct levensgevaar te komen. Bij kinderen ligt dit percentage nog hoger. In ernstige gevallen leidt ondervoeding tot de dood. 
In Nederland komt ondervoeding vooral voor bij de bejaarde bevolking. De oorzaken zijn vaak slikproblemen en het verlies van eetlust, waardoor de patiënt te weinig voedsel binnenkrijgt. Juist bij ziekte en in periode van herstel heeft het lichaam vaak meer voeding nodig dan normaal. Doordat een patiënt bij ziekte minder eet of meer energie verbruikt, kan hij of zij ongewild gewicht verliezen. Het lichaam ontvangt dan niet de juiste voeding, die het bij ziekte vaak extra nodig heeft. 
10 % van de thuiswonende 80-plussers en 50 % van de 80-plussers die in een ziekenhuis of tehuis verblijven worden erdoor getroffen. Ondervoeding heeft bij ouderen al snel dramatische, zo niet dodelijke gevolgen.

## Oorzaken en gevolgen
Ondervoeding is meestal te wijten aan te weinig of verkeerde voeding, maar kan ook veroorzaakt worden door het onvermogen van het lichaam om voedsel op te nemen. Dit kan voorkomen bij bepaalde darmziektes en stofwisselingsstoornissen. Andere oorzaken zijn:
1. anorexia nervosa
2. malabsorptie
3. ijzerziekte
4. medicatie welke patiënt gebruikt
5. geestelijke gemoedstoestand

Verschijnselen die veelal optreden bij ondervoeding zijn de afbraak van eigen lichaamsweefsels (spierstijfheid bij opstaan is een teken daarvan). Buprenorfine (een opioïde) heeft een ernstige affectie met totale fecale impactie (darmen doen niets meer), vermagering, duizeligheid, een bleke, koude huid die dun en droog aanvoelt of juist klam (angst), uitstekende botten (zeer ver gevorderd stadium), droog en uitvallend haar en aantasting van alle orgaanfuncties. Bij kinderen treedt groeivertraging op. Een bekend gevolg van ondervoeding is scheurbuik, veroorzaakt door een tekort aan vitamine C.

## Behandeling
Ondervoeding kan op verschillende manieren worden behandeld. De patiënt kan op een energierijk dieet gezet worden, er kan medische voeding, zoals drinkvoeding of sondevoeding, toegediend worden of de patiënt krijgt een energierijk infuus. Als iemand een aantal dagen niets of nauwelijks heeft gegeten, dan moet bij de behandeling erop gelet worden dat het hervoedingssyndroom niet optreedt. In derdewereldlanden is het grootste probleem het tekort aan voedsel. De behandeling van ondervoeding is hier zeer moeilijk, omdat men niet voor een constant aanbod van voedsel kan zorgen.